# Petrogale rothschildi
Petrogale rostchildi
Espèce
Statut de conservation UICN

 LC  : Préoccupation mineure
Le pétrogale de Rothschild (Petrogale rothschildi) est une espèce de wallaby trouvé en Australie Occidentale dans la région de Pilbara et dans l'archipel Dampier. Il n'est pas considéré comme menacé mais il est fortement attaqué par les renards.
Il mesure 47 à 60 cm de haut et sa queue fait de 55 à 70 cm. Il pèse de 3.7 à 6.6 kg ce qui en fait l'un des plus grands pétrogales. C'est aussi l'un des plus beaux. Son pelage est d'un brun doré avec une tache grise sous le cou.
C'est un animal herbivore surtout nocturne.